# Список кораблей Балтийского флота (1702—1725)
В список кораблей Балтийского флота (1702—1725) включены корабли и суда Российского Балтийского флота, заложенные на русских верфях или приобретённые за границей в период царствования императора Петра I Великого.
Все даты, включённые в текст и таблицы данной статьи, приводятся по старому стилю.

## Список линейных кораблей 1 — 2-го ранга, заложенных для Балтийского флота в 1714—1727 годах
| Название корабля       | Число орудий | Номенклатура орудий(пушек×калибр в фунтах) | Экипаж, человек | Длина корабля по гондеку / верхней палубе, м | Ширина корабля по мидель-шпангоуту, м | Осадка, м | Дата начала строительства | Дата спуска корабля на воду / Дата выхода из состава флота | Верфь и мастер                                                            |
| ---------------------- | ------------ | ------------------------------------------ | --------------- | -------------------------------------------- | ------------------------------------- | --------- | ------------------------- | ---------------------------------------------------------- | ------------------------------------------------------------------------- |
| «Пётр Первый и Второй» | 100/102      | 30, 18, 8, 4-фунтовые орудия               | 800             | 45,29 / 55,1                                 | 15,5                                  | 5,5       | 29 июня 1723              | 29 июня 1727 / 1752                                        | Санкт-Петербургское Адмиралтейство, Пётр Первый, Федосей Моисеевич Скляев |
| «Фридрихштадт»         | 90/96        | 30, 18, 8, 4-фунтовые орудия               | 800             | ? / 49,7                                     | 14,5                                  | 6,1       | 22 января 1716            | 1 мая 1720 / 1736                                          | Санкт-Петербургское Адмиралтейство, Ричард Броун                          |
| «Гангут»               | 90/92        | 30, 18, 8, 4-фунтовые                      | 800             | ? /50                                        | 14,4                                  | 5,8       | 9 августа 1715            | 28 апреля 1719 / 1736                                      | Санкт-Петербургское Адмиралтейство, Ричард Козенц                         |
| «Лесное»               | 90           | 24, 12, 8, 4-фунтовые                      | 800             | ? /49                                        | 14                                    | 6,5       | 7 ноября 1714             | 29 июля 1718 / после 9 октября 1741                        | Санкт-Петербургское Адмиралтейство, Пётр Первый, Федосей Моисеевич Скляев |
| «Святой Андрей»        | 80/88        | 24, 12, 8, 4-фунтовые                      | 650             | ? / 47,8                                     | 13,6                                  | 5,8       | 3 апреля 1716             | 3 февраля 1721 / После 1740                                | Санкт-Петербургское Адмиралтейство, Ричард Рамз                           |
| «Святой Пётр»          | 80/88        | 24, 12, 8, 4-фунтовые                      | 650             | ? / 48,7                                     | 13,7                                  | 5,6       | 15 апреля 1716            | 5 октября 1720                                             | Санкт-Петербургское Адмиралтейство, Ричард Козенц                         |
| «Норд Адлер»           | 80/88        | 24, 12, 8, 4-фунтовые                      | 650             | ? / 47, 8                                    | 13,6                                  | 5,8       | 29 июня 1716              | 5 мая 1720 / После 1740 г.                                 | Санкт-Петербургское Адмиралтейство, Ричард Рамз                           |
| «Фридемакер»           | 80/88        | 24, 12, 8, 4-фунтовые                      | 650             | ? /47,8                                      | 13,2                                  | 6,3       | 8 июля 1716               | 5 мая 1720 / 1736                                          | Санкт-Петербургское Адмиралтейство, Федосей Моисеевич Скляев              |

## Список линейных кораблей 3 ранга, строившихся для Балтийского флота в 1711—1727 гг
| Название корабля                                      | Число орудий | Номенклатура орудий (пушек××калибр в фунтах)                | Экипаж, человек | Длина корабля по гондеку / верхней палубе, м | Ширина корабля по мидель-шпангоуту, м | Осадка, м   | Дата начала строительства     | Дата спуска на воду / Дата вывода из состава флота | Верфь                              | Корабельный мастер, руководивший постройкой |
| ----------------------------------------------------- | ------------ | ----------------------------------------------------------- | --------------- | -------------------------------------------- | ------------------------------------- | ----------- | ----------------------------- | -------------------------------------------------- | ---------------------------------- | ------------------------------------------- |
| «Нептунус»                                            | 70/78        | 24, 12, 4-фунтовые                                          | 565             | ? /46,7                                      | 13, 1                                 | 5,2         | 9 августа 1715                | 15 июня 1718 / после 1732                          | Санкт-Петербургское Адмиралтейство | Ричард Козенц                               |
| «Святой Александр»                                    | 70/76        | 24, 12, 4-фунтовые                                          | 566             | ? / 47,2                                     | 13,1                                  | 5,3         | 8 ноября 1714                 | 13. 10. 1717 / после 1746                          | Санкт-Петербургское Адмиралтейство | Ричард Броун                                |
| «Леферм»                                              | 70           | 24, 12, 6-фунтовые                                          | ?               | ? /47,1                                      | 13, 4                                 | 5,4         | 1719 (перестраивался)         | 1723 / ?                                           | Санкт-Петербургское Адмиралтейство | Блез Пангало                                |
| «Ревель»                                              | 68           | 24, 12, 6-фунтовые                                          | 490             | ? / 44,2                                     | 12,5                                  | 5,3         | 18 августа 1712               | 21 октября 1717 / 1732                             | Санкт-Петербургское Адмиралтейство | Федосей Моисеевич Скляев                    |
| «Святая Екатерина»                                    | 66 / 70      | 24, 12, 6-фунтовые                                          | 470             | ? / 46,6                                     | 12,8                                  | 5,6         | 28 сентября 1718              | 16 марта 1721                                      | Санкт-Петербургское Адмиралтейство | Ричард Броун                                |
| «Исаак-Виктория»                                      | 66           | 24, 12, 6-фунтовые                                          | 470             | ? / 46                                       | 12.8                                  | 5,3         | 15 июля 1716                  | 30 мая 1719                                        | Санкт-Петербургское Адмиралтейство | Осип Най                                    |
| «Астрахань»                                           | 66           | 24, 12, 6-фунтовые                                          | 470             | ? / 46                                       | 12,8                                  | 5,3         | 26 декабря 1716               | 2 октября 1720 / После 1739                        | Санкт-Петербургское Адмиралтейство | Осип Най                                    |
| «Дербент»                                             | 66           | 24, 12, 6-фунтовые                                          | 470/483         | ?                                            | ?                                     | ?           | 11 января 1719                | 27 июля 1724                                       | Санкт-Петербургское Адмиралтейство | Ричард Козенц                               |
| «Пантелеймон-Виктория»                                | 66           | 24, 12, 6-фунтовые                                          | 470             | ? / 46                                       | 12,2                                  | 5,7         | 22 марта 1719                 | 27 июля 1721                                       | Санкт-Петербургское Адмиралтейство | Блез Пангалой                               |
| «Святая Наталья»                                      | 66           | ?                                                           | ? / 47,4        | 13,1                                         | 5,4                                   | 17 мая 1719 | 17 сентября 1727 / После 1739 | Санкт-Петербургское Адмиралтейство                 | Ричард Козенц                      |                                             |
| «Нарва»                                               | 64/66        | 24, 12, 6-фунтовые                                          | 400             | ? / 47,2                                     | 13,1                                  | 5,8         | 7 декабря 1721                | 11 октября 1725                                    | Санкт-Петербургское Адмиралтейство | Гаврила Авдеевич Меньшиков                  |
| «Ингерманланд»                                        | 64/70        | 26 24-фунтовых орудий, 26 12-фунтовых орудий, 16 6-фунтовых | 470             | ? / 46,3                                     | 12,8                                  | 5,6         | 30 октября 1712               | 1 мая 1715                                         | Санкт-Петербургское Адмиралтейство | Ричард Козенц                               |
| «Москва»                                              | 64/70        | 26 24-фунтовых орудий, 26 12-фунтовых орудий, 16 6-фунтовых | 470             | ? / 46,3                                     | 12,8                                  | 5,6         | 30 октября 1712 / после 1739  | 27 июня 1715 / после 1732                          | Санкт-Петербургское Адмиралтейство | Ричард Козенц                               |
| «Святая Екатерина» (в 3. 1721 переименована в Выборг) | 60           | ?                                                           | 470             | ? / 44,4                                     | 12,4                                  | 5,3         | 29 июня 1711                  | 8 октября 1713 /                                   | Санкт-Петербургское Адмиралтейство | Ричард Броун                                |
| «Шлиссельбург»                                        | 60           | ?                                                           | 470             | ? / 44,4                                     | 12,4                                  | 5,3         | 29 июня 1712                  | 28 сентября 1714                                   | Санкт-Петербургское Адмиралтейство | Ричард Броун                                |
| «Нарва»                                               | 60           | ?                                                           | 470             | ? / 44,4                                     | 12,4                                  | 5,3         | 20 июля 1712                  | 25 октября 1714                                    | Санкт-Петербургское Адмиралтейство | Федосей Моисеевич Скляев                    |
| «Марльбург» («Мальборо»)                              | 60 / 70      | ?                                                           | ?               | ? / 44,9                                     | 13,0                                  | 4,9         | июнь 1714                     | конец ноября 1714                                  | Амстердамское Адмиралтейство       | неизвестен                                  |

## Список кораблей 4 ранга, построенных для Балтийского флота в 1705—1725 гг
| Название корабля  | Число орудий | Номенклатура орудий (пушек×калибр в фунтах) | Экипаж, человек | Длина корабля по гондеку / верхней палубе, м | Ширина корабля по мидель-шпангоуту | Осадка, м | Дата начала постройки | Дата спуска на воду /Дата вывода из боевого состава флота | Верфь                                              | Корабельный мастер                       |
| ----------------- | ------------ | ------------------------------------------- | --------------- | -------------------------------------------- | ---------------------------------- | --------- | --------------------- | --------------------------------------------------------- | -------------------------------------------------- | ---------------------------------------- |
| «Ништадт»         | 56           | ?                                           | ?               | ? / 40,6                                     | 11,0                               | 4,6       | После марта 1720      | Не ранее декабря 1720 / после 1739                        | Роттердамское Адмиралтейство                       | Роберт Девенпорт                         |
| «Полтава»         | 54           | ?                                           | 360             | ? / 39,8                                     | 11,7                               | 4,6       | 5 декабря 1709        | 15 июня 1712 / 1732                                       | Санкт-Петербургское Адмиралтейство                 | Федосей Моисеевич Скляев, Пётр I Великий |
| «Портсмут»        | 54           | ?                                           | ?               | ?                                            | ?                                  | ?         | после марта 1714      | 11 ноября 1714 / 1 октября 1719                           | Амстердамское Адмиралтейство                       | неизвестен                               |
| «Санкт-Михаил»    | 54           | 18, 8, 4-фунтовые                           | 330             | ? / 43,3                                     | 11,6                               | 5,0       | 24 сентября 1721      | 26 мая 1723 / после 1739                                  | Санкт-Петербургское Адмиралтейство                 | Ричард Броун                             |
| «Рафаил»          | 54           | 18, 8, 4-фунтовые                           | 330             | ? / 43,3                                     | 11,6                               | 5,0       | 17 сентября 1721      | 19 июля 1724 / после 1739                                 | Санкт-Петербургское Адмиралтейство                 | Ричард Рамз                              |
| «Не тронь меня»   | 54           | 18, 8, 4-фунтовые                           | 330             | ? / 43,3                                     | 11,6                               | 5,0       | 15 октября 1722       | 25 апреля 1725 / после 1739                               | Санкт-Петербургское Адмиралтейство                 | Ричард Броун                             |
| «Рига»            | 54           | 18, 8, 4-фунтовые                           | 330             | ? / 43,3                                     | 11,6                               | 5,0       | 3 февраля 1724        | 6 июля 1729 / 1746                                        | Санкт-Петербургское Адмиралтейство                 | Ричард Броун                             |
| «Пётр ΙΙ»         | 54           | 18, 8, 4-фунтовые                           | 330             | ? / 43,3                                     | 11,6                               | 5,0       | 10 марта 1724         | 22 мая 1728 / после 1739                                  | Санкт-Петербургское Адмиралтейство                 | Осип Най                                 |
| «Девоншир»        | 52           | ?                                           | ?               | ? / 39,0                                     | 11,5                               | 4,3       | после марта 1714      | 6 декабря 1714                                            | Амстердамское Адмиралтейство                       | неизвестен                               |
| «Гавриил»         | 52           | 24 12-фн, 20 8-фн и 8 4-фн                  | 350             | ? / 38,7                                     | 10,7                               | 4,7       | 1712                  | июнь 1713 / 1721                                          | Соломбальская верфь (Архангельское Адмиралтейство) | Выбе Геренс                              |
| «Рафаил»          | 52           | 24 12-фн, 20 8-фн и 8 4-фн                  | 350             | ? / 38,7                                     | 10,7                               | 4,7       | 1712                  | июнь 1713 / 1722                                          | Соломбальская верфь (Архангельское Адмиралтейство) | Выбе Геренс                              |
| «Архангел Михаил» | 52           | 24 12-фн, 20 8-фн и 8 4-фн                  | 350             | ? / 38,7                                     | 10,7                               | 4,7       | 1712                  | июнь 1713 / 1722                                          | Соломбальская верфь (Архангельское Адмиралтейство) | Выбе Геренс                              |
| «Уриил»           | 52           | 18, 8, 4-фунтовые                           | 350             | ? / 39,7                                     | 10,7                               | 4,7       | 1713                  | 1715 / июнь 1722                                          | Соломбальская верфь (Архангельское Адмиралтейство) | Выбе Геренс и Питер Выбе Геренс          |
| «Ягудиил»         | 52           | 18, 8, 4-фунтовые                           | 350             | ? / 39,7                                     | 10,7                               | 4,7       | 1713                  | июнь 1715 / июнь 1722                                     | Соломбальская верфь (Архангельское Адмиралтейство) | Выбе Геренс и Питер Выбе Геренс          |
| «Селафаил»        | 52           | 18, 8, 4-фунтовые                           | 350             | ? / 39,7                                     | 10,7                               | 4,7       | 20 июня 1714          | июнь 1715 / 1724                                          | Соломбальская верфь (Архангельское Адмиралтейство) | Питер Выбе Геренс                        |
| «Варахаил»        | 52           | 18, 8, 4-фунтовые                           | 350             | ? / 39,7                                     | 10,7                               | 4,7       | 20 ноября 1714        | 1715 / 1724                                               | Соломбальская верфь (Архангельское Адмиралтейство) | Питер Выбе Геренс                        |
| «Рига»            | 50           | 18, 8, 4-фунтовые                           | ?               | ? /35,7                                      | 12,3                               | ?         | август 1708           | до 3 июля 1710                                            | Олонецкая верфь                                    | Ричард Броун                             |
| «Выборг»          | 50           | 18, 8, 4-фунтовые                           | ?               | ? /35,7                                      | 12,3                               | ?         | август 1708           | между 16 и 25 июня 1710                                   | Олонецкая верфь                                    | Ричард Броун                             |
| «Пернов»          | 50           | 18, 8, 4-фунтовые                           | ?               | ? /35,7                                      | 12,3                               | ?         | сентябрь 1708         | до 11 июля 1710                                           | Олонецкая верфь                                    | Гаврила Авдеевич Меньшиков               |
| Без названия      | 50           | 18, 8, 4-фунтовые                           | ?               | ? /35,7                                      | 12,3                               | ?         | ноябрь 1708           | июль 1711                                                 | Олонецкая верфь                                    | Вилим Граф.                              |
| «Принц Евгений»   | 50           | 18, 8, 4-фунтовые                           | ?               | ? / 40,5                                     | 11,4                               | 4,7       | март 1720             | не ранее декабря 1720                                     | Амстердамское Адмиралтейство                       | неизвестен                               |

## Список кораблей 5 ранга, заложенных для Балтийского флота в 1703—1725 годах
| Название корабля | Число орудий | Номенклатура орудий (пушек×калибр в фунтах) | Экипаж, человек | Длина корабля по гондеку / верхней палубе, м | Ширина корабля по мидельшпангоуту, м | Осадка, м | Дата начала постройки | Дата спуска на воду /Дата вывода из боевого состава флота | Верфь                              | Корабельный мастер |
| ---------------- | ------------ | ------------------------------------------- | --------------- | -------------------------------------------- | ------------------------------------ | --------- | --------------------- | --------------------------------------------------------- | ---------------------------------- | ------------------ |
| Олифант          | 26/32        | ?                                           | 200             | ? / 33,5                                     | 8,6                                  | 3,2       | 2 октября 1704        | 5 июня 1705 / 1712                                        | Олонецкая верфь                    | Выбе Геренс        |
| Думкрат          | 26/32        | ?                                           | 200             | ? / 33,6                                     | 10                                   | 4,0       | 9 июля 1706           | 8 июня 1707 / 1713                                        | Олонецкая верфь                    | Выбе Геренс        |
| Самсон           | 32           | ?                                           | ?               | ? / 32,8                                     | 9,7                                  | 4,1       | 1 ноября 1710         | 10 января 1711 / после 1739                               | Саардамские верфи                  | неизвестен         |
| Святой Пётр      | 32           | ?                                           | 220             | ? / 32,3                                     | 8,8                                  | 4,1       | 1708                  | 1710 / 1719                                               | Соломбальская верфь                | Выбе Геренс        |
| Святой Павел     | 32           | ?                                           | 220             | ? / 32,3                                     | 8,8                                  | 4,1       | 1708                  | 1710 / 1716                                               | Соломбальская верфь                | Выбе Геренс        |
| Амстердам-Галлей | 32/36        | ?                                           | ?               | ? / 32,9                                     | 10,5                                 | 4,0       | 1719                  | 1720                                                      | Амстердамское Адмиралтейство       | неизвестен         |
| Эндрахт          | 32/36        | ?                                           | ?               | ?                                            | ?                                    | ?         | 1719                  | 1720                                                      | Амстердамское Адмиралтейство       | неизвестен         |
| Де Кронделивде   | 32/36        | ?                                           | ?               | ? / 32,2                                     | 9,7                                  | 4,2       | 1719                  | 1720                                                      | Амстердамское Адмиралтейство       | неизвестен         |
| Крейсер          | 32/36        | 12-фунтовые                                 | 210             | ? / 34,5                                     | 9,8                                  | 4,0       | 9 ноября 1721         | 23 июня 1723 / 1732                                       | Санкт-Петербургское Адмиралтейство | Осип Най           |
| Яхт-Хунд         | 32/36        | 12-фунтовые                                 | 210             | ? / 34,5                                     | 9,8                                  | 4,0       | 20 ноября 1721        | 2 августа 1724 / 1736                                     | Санкт-Петербургское Адмиралтейство | Осип Най           |
| Винд-Хунд        | 32/36        | 12-фунтовые                                 | 210             | ? / 34,5                                     | 9,8                                  | 4,0       | ?                     | 28 сентября 1724 / 1736                                   | Санкт-Петербургское Адмиралтейство | Ричард Рамз        |
| Россия           | 32           | 12-фунтовые                                 | 200             | ? / 36                                       | 9,6                                  | 4,0       | 20 декабря 1724       | 2 мая 1728 / 1752                                         | Санкт-Петербургское Адмиралтейство | Ричард Броун       |
| Штандарт         | 24/28        | 8, 6, 3-фунтовые                            | 120             | ? / 25,5                                     | 6,8                                  | 2,6       | 25 марта 1703         | 22 августа 1703 / ?                                       | Олонецкая верфь                    | Выбе Геренс        |
| Архангел Михаил  | 24           | 22 6-,8 3-фунтовых                          | 120             | ? / 26,6                                     | 6,93                                 | 3,25      | ноябрь 1702           | 1704 / после 1710                                         | Сясьская верфь                     | Вильям Воутерсон   |
| «Иван-город»     | 24           | 22 6-, 8 3-фунтовых                         | 120             | ? / 26,6                                     | 6,93                                 | 3,25      | 31 января 1703        | 27 мая 1705 /после 1710                                   | Сясьская верфь                     | Вильям Воутерсон   |
| Шлиссельбург     | 24/28        | 8, 6, 3-фунтовые                            | 120             | ? / 26                                       | 6,2                                  | 2,7       | 18 октября 1703       | 27 июля 1704                                              | Олонецкая верфь                    | Выбе Геренс        |
| Кроншлот         | 24/28        | 8, 6, 3-фунтовые                            | 120             | ? / 26                                       | 6,2                                  | 2,7       | 8 октября 1703        | 6 августа 1704                                            | Олонецкая верфь                    | П. Емб             |
| Дерпт            | 24/28        | 8, 6, 3-фунтовые                            | 120             | ? / 26                                       | 6,2                                  | 2,7       | 8 октября 1703        | 13 августа 1704                                           | Олонецкая верфь                    | П. Емб             |
| Петербург        | 24/28        | 8, 6, 3-фунтовые                            | 120             | ? / 26                                       | 6,2                                  | 2,7       | 12 ноября 1703        | 6 августа 1704                                            | Олонецкая верфь                    | Выбе Геренс        |
| Триумф           | 24/28        | 8, 6, 3-фунтовые                            | 120             | ? / 26                                       | 6,2                                  | 2,7       | 12 ноября 1703        | 6 августа 1704                                            | Олонецкая верфь                    | К. Буреинг         |
| Нарва            | 24/28        | 8, 6, 3-фунтовые                            | 120             | ? / 26                                       | 6,2                                  | 2,7       | 12 ноября 1703        | 13 августа 1704                                           | Олонецкая верфь                    | К. Буреинг         |
| Флигель-де-Фам   | 24/28        | 8, 6, 3-фунтовые                            | 120             | ? / 26                                       | 6,2                                  | 2,7       | 18 октября 1703       | 24 сентября 1704                                          | Олонецкая верфь                    | Ф. С. Салтыков     |

## Список кораблей 6-го ранга, строившихся для Балтийского флота в 1702—1725 годах
| Название корабля | Номенклатура орудий (пушек×калибр в фунтах) | Экипаж, чел. | Длина корабля по гондеку / верхней палубе, м. | Ширина корабля по мидельшпангоуту | Осадка, м. | Дата начала постройки | Дата спуска на воду /Дата вывода из боевого состава флота | Верфь                              | Корабельный мастер                     |
| ---------------- | ------------------------------------------- | ------------ | --------------------------------------------- | --------------------------------- | ---------- | --------------------- | --------------------------------------------------------- | ---------------------------------- | -------------------------------------- |
| «Фан Сясь № 1»   | 18×3                                        |              |                                               |                                   |            |                       |                                                           | Сясьская верфь                     |                                        |
| «Фан Сясь № 2»   | 18×3                                        |              |                                               |                                   |            |                       |                                                           | Сясьская верфь                     |                                        |
| «Астрильд»       | 8×3                                         |              |                                               |                                   |            |                       |                                                           |                                    |                                        |
| «Мункер»         | 14×3                                        |              |                                               |                                   |            | 1703                  | 24 сентября 1704                                          | Олонецкая верфь                    | Пётр I и Иван Немцов                   |
| «Сант-Яким»      | 14×3                                        |              |                                               |                                   |            | н/д                   | 1704                                                      | Олонецкая верфь                    | Ян Руловс                              |
| «Дегас»          | 14×3                                        |              |                                               |                                   |            | 12 ноября 1703        | 18 июля 1704                                              | Олонецкая верфь                    | Ян Фанасон, Гендрих Мейбау и Ян Руловс |
| «Копорье»        | 14×3                                        |              |                                               |                                   |            | 15 октября 1704       | 18 июля 1704                                              | Олонецкая верфь                    | Вилим Шленграф                         |
| «Ямбург»         | 14×3                                        |              |                                               |                                   |            | 15 октября 1703       | 20 июля 1704                                              | Олонецкая верфь                    | Вилим Шленграф                         |
| «Лукс»           | 14×3                                        |              |                                               |                                   |            | 1 ноября 1704         | 6 июня 1705                                               | Олонецкая верфь                    | Вилим Шленграф и Томас Изес            |
| «Фалк»           | 14×3                                        |              |                                               |                                   |            | 1 ноября 1704         | 7 июня 1705                                               | Олонецкая верфь                    | Пётр Корнилисен и Яснер Старн          |
| «Снук»           | 14×3                                        |              |                                               |                                   |            | 1 ноября 1704         | 17 июня 1705                                              | Олонецкая верфь                    | Вилим Шленграф                         |
| «Феникс»         | 14×3                                        |              |                                               |                                   |            | 1 ноября 1704         | 17 июня 1705                                              | Олонецкая верфь                    | Пётр I                                 |
| «Роза»           | 14×3                                        |              |                                               |                                   |            | 12 ноября 1704        | 19 июня 1705                                              | Олонецкая верфь                    | Мевис Корнилисен                       |
| «Адлер»          | 14×3                                        |              |                                               |                                   |            | н/д                   | 1705                                                      | Селицкий рядок                     | Вилим Шленграф                         |
| «Бевер»          | 14×3                                        |              |                                               |                                   |            | н/д                   | 1705                                                      | Селицкий рядок                     | Вилим Шленграф                         |
| «Лизет»          | 16                                          |              |                                               |                                   |            | н/д                   | 1708                                                      | Санкт-Петербургское Адмиралтейство | Пётр I и Федосей Скляев                |
| «Диана»          | 18                                          |              |                                               |                                   |            | 1710                  | 1711                                                      | Новая Ладога                       | Фёдор Салтыков и Гаврила Меньшиков     |
| «Наталья»        | 18                                          |              |                                               |                                   |            | 1710                  | 1711                                                      | Новая Ладога                       | Фёдор Салтыков и Гаврила Меньшиков     |
| «Рак»            |                                             |              |                                               |                                   |            |                       |                                                           |                                    |                                        |
| «Принцесса»      | 20                                          |              |                                               |                                   |            | 17 ноября 1711        | 27 апреля 1714                                            |                                    |                                        |
| «Поллукс»        |                                             |              |                                               |                                   |            |                       |                                                           |                                    |                                        |
| «Евва-Катерина»  |                                             |              |                                               |                                   |            |                       |                                                           |                                    |                                        |
| «Евва-Элеанора»  |                                             |              |                                               |                                   |            |                       |                                                           |                                    |                                        |
| «Вестеншлюп»     |                                             |              |                                               |                                   |            |                       |                                                           |                                    |                                        |
| «Крюйс»          |                                             |              |                                               |                                   |            |                       |                                                           |                                    |                                        |
| «Фалк»           |                                             |              |                                               |                                   |            |                       |                                                           |                                    |                                        |
| «Эйнгорн»        |                                             |              |                                               |                                   |            |                       |                                                           |                                    |                                        |
| «Фаворитка»      |                                             |              |                                               |                                   |            | н/д                   | 28 сентября 1723                                          |                                    |                                        |

## Боевые корабли, не включённые в ранговую систему

### Прамы
- Arcke des Verbonnes (1706), 16/18 ор.
- Arcanne (1706), 18 ор.
- Буйвол или Boul (1710), 18 ор.
- Бык или Oss (1710), 24 ор.
- Дикий бык или Аурокс (1713), 24 ор.
- Медведь или Бер (1713), 18 ор.
- Думкрат (1713), 38 ор.
- Олифант (1718), 36 ор.
- Олифант (1776), изготовлен на Олонецкой верфи
- Сердоболь (прам) (1776), изготовлен на Олонецкой верфи

### Бомбардирские корабли (бомбардирские галиоты)
- Бир-Драгер, 3 3-пудовые мортиры. В 1705 г. переделан из буера. Разломан после 1710 г.
- Вейн-Драгер, 3 3-пудовые мортиры. В 1705 г. переделан из буера. Разломан после 1710 г.
- Hobet (дат.: Надежда), 2 3-пудовые гаубицы, 12 20-фунтовых пушек. Спущен в июне 1708 г. Последнее упоминание в 1713 г.
- Юпитер, 2 мортиры, 4 пушки. Спущен в 1715 г., разломан после 1735 г.
- Дондер, 2 мортиры, 4 пушки. Спущен в 1716 г., разломан после 1735 г.

### Яхты
- Транспорт-Рояль (1695), 12 6-фунтовых пушек, 8 3-фунтовых фальконетов. Подарена Петру Первому в 1697 г. Разбилась осенью 1715 г. у Гётеборга.
- Святая Екатерина (1706)
- Надежда (1706)
- Святого апостола Петра (1705). Переведена на Балтийский флот в 1709 г.
- Казанская (1713). Последнее упоминание в 1730 г.
- Декроне (1717), 22 3-фунтовые пушки. Подарена Петру Первому прусским королём. Последнее упоминание в 1748 г.
- Принцесса Анна (1719), 18 пушек. Тимберована в 1726—1727 гг. Последнее упоминание в 1763 г.
- Наталья (1715). Последнее упоминание в 1734 г.
- Принцесса Елизавета (1723). Последнее упоминание в 1748 г.

## Вспомогательные суда

### Брандеры
| название       | вооружение    | дата закладки | дата спуска на воду                           | верфь                        |
| -------------- | ------------- | ------------- | --------------------------------------------- | ---------------------------- |
| Везувий (1705) | ?             | май 1702      | 1705 (переоборудован из фрегата Фан Сясь № 1) | ?                            |
| Этна (1705)    | ?             | май 1702      | 1705 (переоборудован из фрегата Фан Сясь № 2) | ?                            |
| Крокодил       | 4 3-фунт. ор. | ?             | 1707                                          | Селицкий рядок               |
| Огонь (Фур)    | 4 3-фунт. ор. | ?             | 1707                                          | Селицкий рядок               |
| Пламя (Флам)   | 4 3-фунт. ор. | ?             | 1707                                          | Селицкий рядок               |
| Ёж (Эгель)     | 4 3-фунт. ор. | ?             | 1707                                          | Селицкий рядок               |
| Гавриил        | ?             | 1712          | 1717 (переоборудован из линейного корабля)    | Соломбальское Адмиралтейство |